# La segona taca
La segona taca (anglès: The Adventure of the Second Stain), un dels 56 contes de Sherlock Holmes escrits per Sir Arthur Conan Doyle, és un dels 13 contes del cicle recollits com El retorn de Sherlock Holmes (1905) i l'únic cas no registrat esmentat passivament per Watson per escriure. Es va publicar per primera vegada a The Strand Magazine al Regne Unit el desembre de 1904, i també es va publicar a Collier's als Estats Units el 28 de gener de 1905. Doyle va classificar "The Adventure of the Second Stain" en vuitè lloc a la seva llista dels seus dotze Holmes favorits. històries.

## Sinopsi

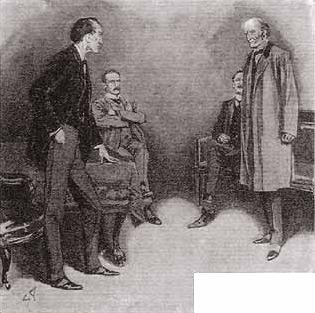
El primer ministre i el secretari d'Estat d'Afers Europeus consulten Holmes, il·lustració de 1904 de Sidney Paget

Lord Bellinger, el primer ministre, i el molt honorable Trelawney Hope, el secretari d'Estat d'Afers Europeus, acudeixen a Holmes en qüestió d'un document robat de la caixa d'enviament de Hope, que guardava a casa a Whitehall Terrace quan no estava a la feina. Si es divulga, aquest document podria tenir conseqüències molt nefastes per a tot Europa, fins i tot la guerra. Al principi no volen dir-li a Holmes la naturalesa exacta del contingut del document, però quan Holmes es nega a assumir el seu cas, li diuen que era una carta bastant insensata d'un potentat estranger. Va desaparèixer de la caixa d'enviament un vespre quan la dona de Hope estava quatre hores al teatre. Ningú a la casa sabia del document, ni tan sols la dona del secretari. Cap dels criats podria haver endevinat què hi havia a la caixa.

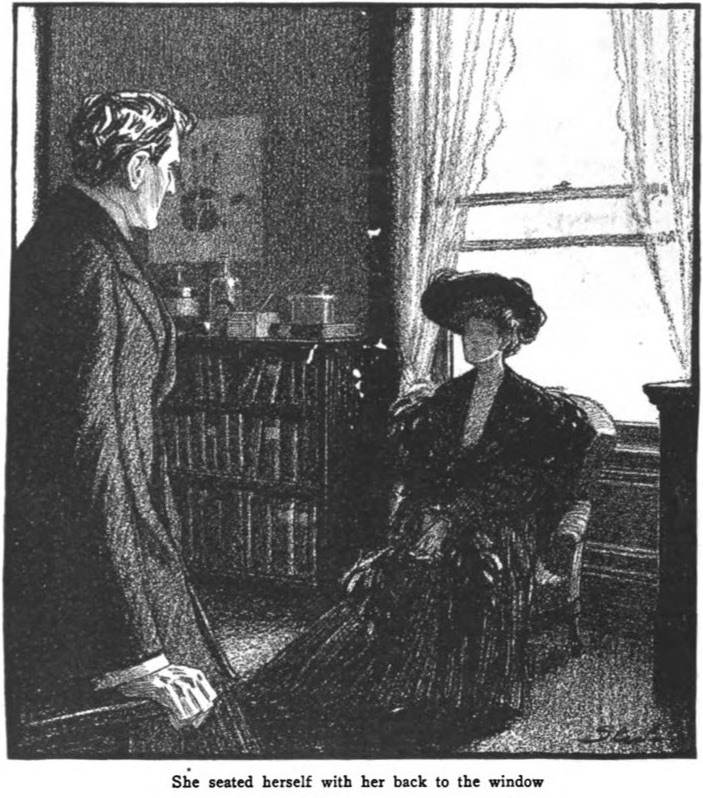
Holmes rep la visita de Lady Hilda Trelawney Hope, il·lustració de 1905 de Frederic Dorr Steele a Collier's

Holmes decideix començar amb alguns espies coneguts per ell i després es sorprèn saber del doctor Watson que un d'aquells que ell anomena, Eduardo Lucas, ha estat assassinat. Abans que Holmes tingui l'oportunitat d'actuar, Lady Hilda Trelawney Hope, la dona del secretari europeu, arriba inesperadament al 221B de Baker Street. Pregunta a Holmes amb insistència sobre el contingut del document robat, però Holmes només revela que hi hauria conseqüències lamentables si no es trobés el document. Lady Hilda també demana a Holmes que no li digui res al seu marit de la seva visita.
La caça d'espies d'Holmes no va bé. Quatre dies després de l'assassinat, la policia francesa arresta el probable assassí de Lucas; Madame Fournier, amb qui Lucas es va casar a París sota un àlies. La van veure a Londres a prop de casa de Lucas la nit del crim, però ara és inútil com a testimoni perquè s'ha tornat boja.
L'inspector Lestrade truca a Holmes a l'escena de l'assassinat per examinar alguna cosa estranya. Lucas va sagnar per un drugget, i la sang s'hi va xopar, però curiosament no hi ha cap taca de sang a terra. Tanmateix, n'hi ha un sota la vora oposada de la catifa. Només pot significar que el policia que custodiava l'escena del crim ha estat prou estúpid com per deixar entrar algú i deixar-lo sol mentre mouen coses a l'habitació, inclosa la catifa. Holmes li diu a Lestrade que porti l'agent a una habitació del darrere i obtingui una confessió, cosa que fa amb vigor. Mentrestant, Holmes aparta la catifa sense cordar i ràpidament troba un amagatall al terra, però està buit. L'agent errant li diu a Holmes que el visitant no autoritzat era una dona jove. Sembla que es va desmaiar en veure la sang, però s'havia anat mentre el policia va sortir a buscar una mica d'aiguardent per reanimar-la. Quan Holmes surt de la casa d'en Lucas, li ensenya una fotografia al conestable i la reconeix com el visitant.

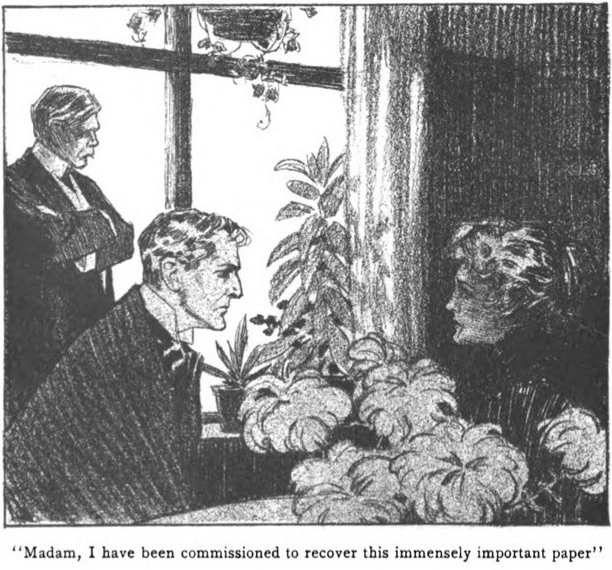
Holmes s'enfronta a Lady Hilda, il·lustració de 1905 de Frederic Dorr Steele

Holmes va a la casa Hope i s'enfronta a Lady Hilda, acusant-la del robatori. Al principi, ho nega tot, però es veu obligada a admetre el seu mal sota l'amenaça d'un cert escàndol. Lady Hilda admet que Lucas l'estava fent xantatge amb una carta comprometedora escrita per ella anys abans, i li va demanar el document com a pagament (un espia sense nom havia fet que Lucas fos conscient del document). Lady Hilda va anar a casa de Lucas per fer el negoci quan, com va passar, la seva dona de París va aparèixer i el va confrontar sobre la seva aventura, creient que Lady Hilda era la seva amant. Lady Hilda va marxar de pressa. No obstant això, va tornar a buscar el document robat després que la seva visita a Holmes la va convèncer que havia de fer-ho. Li lliura el document a Holmes. A proposta d'Holmes, el document es torna a posar a la caixa d'enviament amb la clau duplicada de Lady Hilda.
Quan l'Hope torna a casa amb el primer ministre, Holmes finge creure que les proves l'han convençut que el document encara ha d'estar a la caixa, remenat entre altres papers. Aviat es troba, i Hope s'alegra perquè aparentment només va ser un error. El primer ministre sospita que Holmes sap més del que està dient, però Holmes respon: "També tenim els nostres secrets diplomàtics".

## Fons
Aquest cas va ser esmentat per primera vegada a "L'aventura del Tractat Naval". A "The Naval Treaty", Watson diu que aquest cas té "un interès de tanta importància i implica tantes de les primeres famílies del regne que durant molts anys serà impossible fer-lo públic". D'altra banda, Watson també es refereix a "Monsieur Dubuque de la policia de París, i Fritz von Waldbaum, el conegut especialista de Dantzig, tots dos havien malgastat les seves energies en el que van resultar ser qüestions secundaries" que no apareixen a la versió publicada de la història. A My Dear Holmes, una biografia de Holmes de Gavin Brend, Brend fa la hipòtesi que la seva menció suggereix que podria haver-hi una segona aventura amb una "segona taca".
Alguns estudiosos han especulat que el "potencial estranger" que va escriure la carta desapareguda va ser el Kaiser Guillem II d'Alemanya, la política exterior del qual va ser controvertida a Gran Bretanya.
Una referència en aquesta mateixa història deixa clar que "L'aventura de la segona taca" està ambientada el juliol de 1888, en ple estiu, mentre que Watson diu a la versió publicada de "La segona taca" que el cas va passar a la tardor.
Watson afirma que, a causa de la jubilació d'Holmes, el detectiu ha estat intentant evitar la publicitat, i només va permetre a Watson publicar la història perquè el doctor ho havia "promès" a "L'aventura del Tractat Naval".
Un espia anomenat Oberstein apareix tant en aquesta història com a "Els plànols del Bruce-Partington" (de nou catalogat com un dels tres agents més destacats de Londres), ambientat set anys més tard.

## Historial de publicacions
"La segona taca" es va publicar per primera vegada al Regne Unit a The Strand Magazine el desembre de 1904, i als Estats Units a Collier's el 28 de gener de 1905. La història es va publicar amb vuit il·lustracions de Sidney Paget a The Strand, i amb sis il·lustracions de Frederic Dorr Steele a Collier's. Va ser inclòs a la col·lecció de contes The Return of Sherlock Holmes , que es va publicar als Estats Units el febrer de 1905 i al Regne Unit el març de 1905.
A Collier's, la història es va presentar com "l'última història de Sherlock Holmes escrita per A. Conan Doyle". Això demostraria ser incorrecte ja que la història va precedir les històries posteriors de Sherlock Holmes recollides a El darrer cop d'arquet i L'arxiu de Sherlock Holmes.

## Adaptacions

### Cinema i televisió
Un curtmetratge mut adaptat de la història es va estrenar el 1922 com a part de la sèrie de pel·lícules Stoll protagonitzada per Eille Norwood com Sherlock Holmes i Hubert Willis com Watson, i amb Dorothy Fane com Lady Hope i Wallace Bosco com Eduardo Lucas. Teddy Arundell va interpretar a l'inspector Hopkins en aquest curtmetratge i altres pel·lícules de la sèrie.
La història va ser adaptada per a un episodi de televisió del 1951 de Sherlock Holmes, protagonitzat per Alan Wheatley com Holmes.
La història va ser adaptada per a la sèrie de la BBC de 1968 amb Peter Cushing. Ara l'episodi està perdut.
La història va ser adaptada a la sèrie de Granada Television El retorn de Sherlock Holmes, protagonitzada per Jeremy Brett, l'any 1986.
La història també va ser adaptada a la pel·lícula de televisió soviètica The Twentieth Century Approaches (1986), l'última pel·lícula de televisió de la sèrie Les aventures de Sherlock Holmes i el Dr. Watson.
Un episodi de la sèrie de televisió animada Sherlock Holmes al segle XXII es va basar en la història. L'episodi, titulat "L'aventura de la segona taca", es va emetre el 2001.

### Ràdio
Una adaptació radiofònica es va emetre com a episodi de la sèrie de ràdio nord-americana  The Adventures of Sherlock Holmes. L'episodi va ser adaptat per Edith Meiser i es va emetre el 23 de juny de 1932, amb Richard Gordon com Sherlock Holmes i Leigh Lovell com el Dr. Watson.
Meiser també va adaptar la història com a episodi de la sèrie de ràdio nord-americana The New Adventures of Sherlock Holmes, amb Basil Rathbone com a Holmes i Nigel Bruce com a Watson, que es va emetre el 29 de gener de 1940. Un altre episodi de la mateixa sèrie adaptat de la història emesa el 4 de gener de 1942.
John Gielgud va interpretar Holmes i Ralph Richardson va interpretar Watson en una adaptació radiofònica de la història que es va emetre al BBC Light Program el novembre de 1954. També va comptar amb Raf De La Torre com Lord Bellinger i John Cazabon com Lestrade. La producció es va emetre el gener de 1955 a la ràdio NBC.
Michael Hardwick va dramatitzar la història com una adaptació radiofònica per al BBC Home Service, com a part de la sèrie de ràdio 1952–1969 protagonitzada per Carleton Hobbs com Holmes i Norman Shelley com Watson, amb Simon Lack com Trelawney Hope i Barbara Mitchell com la senyora Hudson. L'adaptació es va emetre el 1967.
"The Second Stain" va ser dramatitzat per a la BBC Radio 4 el 1993 per Bert Coules com a part de la sèrie de ràdio 1989–1998 protagonitzada per Clive Merrison com Holmes i Michael Williams com Watson. Va comptar amb Jeremy Clyde com Trelawney Hope i Sabina Franklyn com Lady Hilda.
La història va ser adaptada com a episodi del 2013 de The Classic Adventures of Sherlock Holmes, una sèrie del programa de ràdio nord-americà Imagination Theatre, protagonitzada per John Patrick Lowrie com Holmes i Lawrence Albert com Watson.